# SStB Cilli - Monfalcone
Az SStB Cilli - Monfalcone egy szerkocsisgőzmozdony-sorozat volt az osztrák-magyar Südlichen Staatsbahn (SStB)-nál.

## Története
A 22 db mozdonyt a WRB 1848-ban (14 db) és 1850-ben (8 db) gyártotta. Kleine Gloggnitzer (Kis Gloggnizi) néven váltak ismertté, mivel a Bécsújhely-Gloggnitz hegyi szakaszon jól beváltak (Az ezt követő Semmeringbahn még nem épült meg).
A mozdonyok a  CILLI, STEINBRÜCK, TÜFFER, ROHITSCH, KLAGENFURT, TREFFEN, SAGOR, PREVALI, REICHSVERWESER (később WOLFSBERG), FERLACH, RANN, ADELSBERG, ZIRKNITZ, PONTAFEL, EIBISWALD, SAN, JUDENBURG, GÖRZ, BLEIBURG, GRADISCA, DUINO és MONFALCONE neveket kapták.
Az ebbe a sorozatba tartozó mozdonyok a vasút 1858-as privatizációjával az osztrák-magyar Déli Vasút magánvasút-társasághoz kerültek, ahol 809-830 pályaszámokat kaptak, és 1860-tól a 15a sorozatba tartoztak. A MONFALCONE-t 1861-ben a Prager Eisenindustrie-Gesellschaft megvásárolta.
A mozdonyokat 1865-ig fokozatosan selejtezték, de már előtte hosszabb ideig álltak, mivel az 1864-es új számozási rendszerben már nem szerepelnek.
1864-ben a Graz-Köflacher Eisenbahn (GKB) először bérbe vett, majd ötöt később megvásárolt. Ezek a CILLI, a STEINBRÜCK, a PREVALI, WOLFSBERG (korábban REICHSVERWESER) és a FERLACH voltak. A GKB-nál a neveiket GRAZ, SÖDING, LIEBOCH, KREMS és KAINACH-re változtatták. A MUR és ez a mintájára készült öt mozdony a GKB 1-6 pályaszámait kapta. A csak bérelt, ámde már nem használt GÖRZ-t és JUDENBURG-t már selejtezés előtt eladhatták.
A sorozatból a SÖDING-et megőrizték, és ma eredeti állapotába visszaállítva a Bécsi Technikai Múzeumban látható (Technischen Museum Wien).

## Fordítás
- Ez a szócikk részben vagy egészben  a   SStB – Cilli bis Monfalcone című német Wikipédia-szócikk fordításán alapul.  Az eredeti cikk szerkesztőit annak laptörténete sorolja fel. Ez a jelzés csupán a megfogalmazás eredetét és a szerzői jogokat jelzi, nem szolgál a cikkben szereplő információk forrásmegjelöléseként. - Az eredeti szócikk forrásai szintén ott találhatóak.